# Joaquim José Falcão
Joaquim José Falcão (Lisboa, 14 de abril de 1796 – Lisboa, 6 de junho de 1863) foi um oficial do Exército Português e político que, entre outras funções de relevo, foi Ministro e Secretário de Estado dos Negócios da Marinha e Ultramar do 14.º governo da Monarquia Constitucional, em funções interinamente de 14 de setembro de 1842 a 3 de maio de 1845, depois, efetivo, de 3 de maio de 1845 a 20 de maio de 1846, e Ministro e Secretário de Estado dos Negócios da Fazenda do 17.º governo da Monarquia Constitucional, em funções de 18 de dezembro de 1847 a 29 de janeiro de 1849.